# Rick Roberts Band
La Rick Roberts Band sono un gruppo musicale rock statunitense formato a Boulder nel 1974 da Rick Roberts (già membro dei Flying Burrito Brothers). 

## Storia
La band fu fondata da Rick Roberts in seguito allo scioglimento dei Flying Burrito Brothers, insieme ad alcuni affermati turnisti; il sound del gruppo è molto vicino a quello della band precedente del leader. Nel primo album compare uno sconosciuto Don Henley, futuro batterista e cantante degli Eagles, nonché Leland Sklar, futuro membro dei Toto.
Dopo soltanto due album, Roberts decise di concludere il progetto, e fondò un nuovo gruppo, i Firefall, ispirati dagli Atlanta Rhythm Section.

## Formazione

### Ultima
- Rick Roberts - voce, chitarra (1972-1974)
- Mitch Bossi - chitarra (1972-1974)
- Leland Sklar - chitarra (1972-1974)
- Michael Utley - tastiera (1972-1974)
- Joe Perna - basso (1972-1974)
- Eddie Hoh - batteria (1972-1974)

### Altri ex membri
- Don Henley  - batteria (1972)

## Discografia

### Album in studio
- 1972 - Windmills
- 1973 - She is a Song